# 透頭大銀魚
透頭大銀魚，為輻鰭魚綱胡瓜魚目銀魚科的其中一種，分布於亞洲中國北部及朝鮮半島淡水、半鹹水、海域，體長可達22.5公分，棲息在底層水域，會進行洄游，生活習性不明，可做為食用魚。